# Chris Weitz
Chris Weitz est un acteur, producteur, réalisateur et scénariste américain, né le 30 novembre 1969 à New York, New York (États-Unis). 

## Biographie
Il est le fils de l'actrice Susan Kohner. Il est aussi le frère de Paul Weitz, qui est lui aussi acteur, producteur, réalisateur et scénariste.

## Filmographie

### comme réalisateur
- 1999 : American Pie
- 2001 : Les Pieds sur terre (Down to Earth)
- 2002 : Pour un garçon (About a Boy)
- 2004 : Cracking Up (série télévisée)
- 2007 : À la croisée des mondes : La Boussole d'or (The Golden Compass)
- 2009 : Twilight, chapitre II : Tentation (The Twilight Saga: New Moon)
- 2011 : A Better Life
- 2018 : Operation Finale
- 2024 : L'I.A. du mal (AfrAId)
- 2025 : Murderbot (série TV)

### comme producteur
- 1999 : American Pie
- 2001 : American Pie 2
- 2001 : Sexe et Dépendances (Off Centre) (série télévisée)
- 2002 : Dylan's Run
- 2003 : American Pie : Marions-les ! (American Wedding)
- 2004 : Cracking Up (série télévisée)
- 2004 : See This Movie
- 2004 : En bonne compagnie (In Good Company)
- 2006 : American Dreamz
- 2006 : Bickford Shmeckler's Cool Ideas
- 2022 : Pinocchio de Robert Zemeckis
- 2023 : Mon père et moi (About My Father) de Laura Terruso
- 2025 : Murderbot (série TV)

### comme scénariste
- 1998 : Fourmiz (Antz)
- 2000 : La Famille foldingue (Nutty Professor II: The Klumps) de Peter Segal
- 2002 : Pour un garçon (About a Boy)
- 2007 : À la croisée des mondes : La Boussole d'or (The Golden Compass)
- 2015 : Cendrillon
- 2016 : Rogue One: A Star Wars Story de Gareth Edwards
- 2017 : La Montagne entre nous (The Mountain Between Us) de Hany Abu-Assad
- 2022 : Pinocchio de Robert Zemeckis
- 2023 : The Creator de Gareth Edwards
- 2025 : Murderbot (série TV)

### comme acteur
- 1999 : American Pie de Paul et Chris Weitz : la voix masculine dans le film porno (voix)
- 2000 : Chuck&Buck : Charlie « Chuck » Sitter
- 2000 : Le Club des cœurs brisés (The Broken Hearts Club: A Romantic Comedy) : le réalisateur
- 2004 : See This Movie : le modérateur du panel de discussion
- 2005 : Mr. et Mrs. Smith (Mr. & Mrs. Smith) : Martin Coleman
- 2006 : Bickford Shmeckler's Cool Ideas de Scott Lew (voix)